# John McCone
John Alex McCone  né le 4 janvier 1902 à San Francisco  et mort le 14 février 1991 à Pebble Beach est un homme d'affaires et homme politique américain qui a exercé les fonctions de directeur de la CIA à l'apogée de la guerre froide.

## Biographie
McCone est né à San Francisco en Californie. Son père était le dirigeant de plusieurs fonderies de fer, une activité commencée par son grand-père au Nevada en 1860. Diplômé de l'université de Californie, il obtint un B.S. dans la construction mécanique à Berkeley en 1922, et commença sa carrière dans les travaux de fer de Llewellyn à Los Angeles. À la suite de nombreux travaux, il devint vice-président exécutif de la Consolidated Steel Corporation en 1929. Industriel en vue, McCone a servi pendant plus de vingt ans comme conseiller gouvernemental et comme fonctionnaire. Mieux encore, il fut président de la Commission de l'énergie atomique des États-Unis (U.S. Atomic Energy Commission) de 1958 à 1961, et directeur de la CIA du 29 novembre 1961 au 28 avril 1965.
Le journaliste Seymour Hersh écrit en décembre 1960 dans le New-York Times que McCone aurait révélé des informations à la CIA sur l'usine d'armes nucléaires de Dimona en Israël. Hersh explique que le président John F. Kennedy a été informé du programme d'armes nucléaires israélien et a consécutivement nommé McCone comme directeur de la CIA en partie à cause de son empressement à traiter cette affaire et d'autres questions sur les armes nucléaires - ce bien que McCone soit républicain.
Il fut l'un des principaux acteurs dans le comité exécutif du Conseil de sécurité nationale (EXCOMM) pendant la crise des missiles cubains d'octobre 1962. Dans un télégramme du 20 septembre 1962, il a insisté pour que la CIA reste vigilante sur l'acheminement d'armes soviétique vers Cuba, bien que dans le rapport de la National Intelligence Estimate du 19 septembre on eût conclu qu'il était peu probable que des missiles nucléaires fussent déjà situés sur l'île.
Les soupçons de McCone sur l'inexactitude de cette évaluation se sont avérés, ce ne fut qu'après que l'on découvrit que l'Union soviétique avait donné l'ordre à son armée d'installer les missiles balistiques à moyenne portée MRBM (medium-range ballistic missile) et les missiles balistiques à portée intermédiaire IRBM (intermediate range ballistic missile) provoquant la crise d'octobre 1962.
McCone a démissionné de son poste de directeur de la CIA en avril 1965, se croyant disqualifié aux yeux du président Lyndon B. Johnson. En effet, il s'est plaint que ce dernier ne lisait plus ses rapports, y compris celui sur le besoin d'inspections approfondies des installations nucléaires israéliennes. À sa démission, McCone a soumis un dernier mémorandum à Johnson dans lequel il annonce que la poursuite de la guerre du Viêt Nam réveillerait le mécontentement national et mondial avant que les États-Unis n'aient vaincu le régime communiste nord-vietnamien.
Il devient administrateur de la multinationale International Telephone and Telegraph. Dans les années 1970, ITT possède 70% de CTC, le principal opérateur téléphonique du Chili et fonde le journal de droite anticommuniste El Mercurio. Sous sa direction, l'entreprise apporte une aide financière aux opposants politiques du président Salvador Allende pour préparer un coup d'État,,.
Au cours de sa carrière, McCone a servi de nombreuses commissions sur des questions aussi diverses que les applications civiles de technologies militaires ou que les émeutes de Watts.
En 1987, McCone est décoré de la médaille présidentielle de la Liberté par le Ronald Reagan.

## Au cinéma
- 2000 : Treize jours (Thirteen Days), film américain, joué par Peter White (en)
- 2020 : Un espion ordinaire (The Courier), joué par Željko Ivanek